# Hafen Tilbury
Der Hafen Tilbury liegt an der Themse in Tilbury (Essex). Es ist der wichtigste Hafen für London und der wichtigste Papierhafen des Vereinigten Königreiches. Es gibt dort Einrichtungen zum Be- und Entladen von Containern, Getreide und anderen Schüttgütern. Auch für den Import von Automobilen ist der Hafen eingerichtet. Er gehört zum erweiterten Londoner Hafen.

## Lage
Der Hafen Tilbury liegt am Nordufer der Themse, 40 Kilometer unterhalb der London Bridge, an einer Stelle, an der der Fluss eine Wendung nach Süden macht und schon 730 Meter breit ist. Die Flussschleife gehört zu den unteren Flussabschnitten der Themse und sein Inneres bestand aus Marschland, das schon seit römischer Zeit befestigt war. Gravesend (Kent) am anderen Flussufer war lange Zeit Anlegepunkt für einlaufende Schiffe, die entlang des Flusses selbst anlegten, um Passagiere und Güter aus- und einzuladen. Es gab auch eine Werft der britischen Marine in Northfleet. Die neuen Tiefwasserhafenbecken können als Erweiterung all dieser Hafenanlagen gelten.

## Bau
Die ersten Hafenbecken von London lagen in der Nähe des Stadtzentrums und wurden nach und nach Anfang des 19. Jahrhunderts von der späteren East and West India Docks Company (E&WIDC) eröffnet. Mit dem Aufkommen der Eisenbahn und der Zunahme der Schiffsgröße wurde die Nähe zur Londoner Innenstadt weniger wichtig als der Zugang zu Tiefwasser und der Zeitgewinn durch die Vermeidung der langwierigen Fahrt die gewundene Themse hinauf. Die E&WIDC lag lange schon im Wettbewerb mit der benachbarten London and St. Catharine Dock Company (L&StCDC) und tat alles, ihren Konkurrenten zu überflügeln. Die Eröffnung der Royal Albert Docks mit ihren Tiefwasserkais 1880 durch die L&StCDC gewährte Zugang zur Themse am Gallion’s Reach, 17,6 km unterhalb der London Bridge und damit auch weiter flussabwärts als die damals wichtigsten Hafenanlagen in London. Die E&WIDC musste unbedingt nachziehen.
Ein Parlamentsgesetz ermöglichte der E&WIDC den Bau der Hafenbecken in Tilbury; die Arbeiten begannen nur zwei Wochen später und das erste Schiff fuhr am 17. April 1886 in die Hafenbecken ein. Der Hafen wurde am Beginn der Dampfschiffära eröffnet und seine Lage erwies sich bald als vorteilhaft.

## Die neueren Hafenbecken
Die ursprünglichen Hafenbecken bestanden aus einem Gezeitenbasin am Gravesend Reach gegenüber von Northfleet, das durch eine Schleuse mit dem Hauptbecken mit drei Seitenarmen (Ost-, Mittel- und Westarm) verbunden war. Zwischen dem Gezeitenbasin und dem Hauptbecken lagen zwei Trockendocks.

## Ausbau

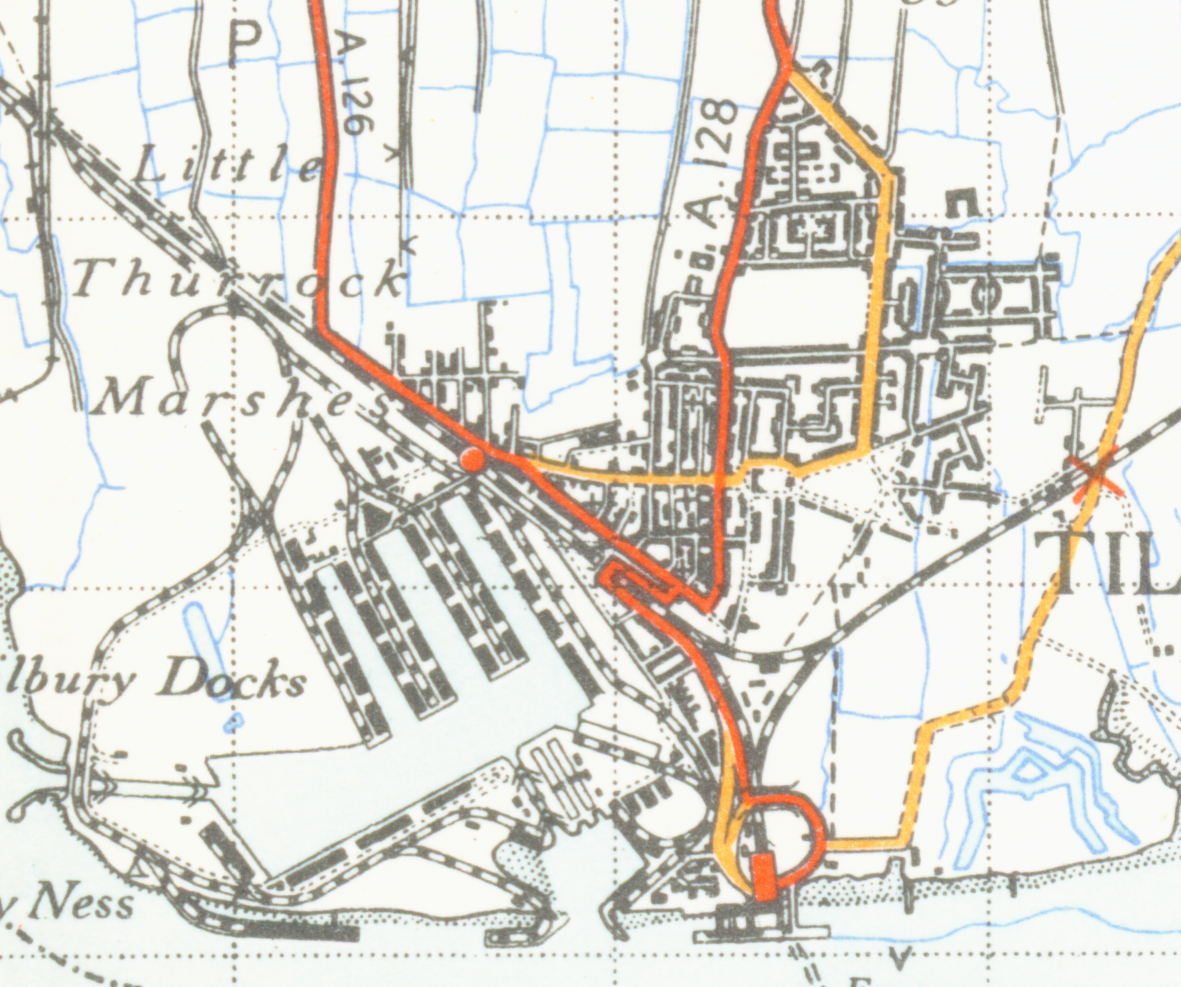
Stadtplan von Tilbury (1946)

1909 wurde der Hafen Tilbury wie die weiter oben am Fluss liegenden Hafenanlagen unter die Verwaltung der neuen Port of London Authority (PLA) gestellt.
1921 und nochmals 1929 führte die PLA entscheidende Umbauten durch. Sie bestanden aus einer neuen Schleusenanlage (305 m lang, 33,5 m breit), die die Hafenbecken direkt mit der Themse westlich des Northfleet Hope verband, und einem dritten Trockendock, 229 m lang und 33,5 m breit.
In den 1960er Jahren, als die Hafenbecken flussaufwärts geschlossen wurden, baute die PLA den Hafen Tilbury weiter aus. 1963–1966 entstand ein riesiges viertes Hafenbecken, das sich vom Hauptbecken aus über fast eine Meile (1,609 km) erstreckte. Das Gezeitenbecken wurde geschlossen und später verfüllt. 1969 wurde ein 6 Mio. £ teures Getreideterminal am Northfleet Hope in Betrieb genommen (damals das größte in Europa). Anfang der 1980er Jahre waren die Hafenbecken in Tilbury die einzigen, die die PLA noch betrieb.

## Containerschiffe
Die ersten Containerschiffe wurden 1970 abgefertigt und Tilbury wurde bald zum damals größten Containerhafen des Vereinigten Königreiches; 1978 wurde eine Anlegestelle entlang des Flusses für große Containerschiffe am Northfleet Hope auf reserviertem Gelände geschaffen.

## Der Hafen heute
1992 wurde der Hafen privatisiert und gehört heute zur Forth-Ports-Gruppe; der PLA fiel die Rolle der Überwachung des Gezeitenflusses Themse zu.
Heute werden im Hafen eine ganze Reihe von Stückgütern umgeschlagen (Holz, Kfz und Container), und er bleibt zusammen mit den Häfen in Felixstowe und Southampton einer der wichtigsten Containerhäfen des Vereinigten Königreiches. Für den Import von Papier und Druckerzeugnissen ist er der wichtigste Hafen des Vereinigten Königreiches.
Die Port of Tilbury Police, eine der ältesten Polizeikräfte dieser Art im Vereinigten Königreich, ist für die Sicherheit im Hafen verantwortlich.

## Londoner Landungsbrücke für Kreuzfahrtschiffe
Eine der Schiffslinien, die den Hafen nutzten, war die P&O. Tilbury wurde zum einzigen Hafen der PLA zur Abfertigung von Kreuzfahrtschiffen, als 1916 Liegeplätze speziell für P&O reserviert wurden. Als eine Erweiterung der Anlagen notwendig wurde, bauten die PLA und die London Midland and Scotish Railway zusammen eine neue Landungsbrücke mit Eisenbahnanschluss. Sie wurde im Mai 1930 von Premierminister Ramsay MacDonald eröffnet.
Tilbury war als Londoner Landungsbrücke für Ozeandampfer bis in die 1960er Jahre in Betrieb. Viele Leute emigrierten von Tilbury aus nach Australien, wobei die australische Regierung größtenteils die Schiffspassagen bezahlte. Die „Ten Pound Poms“ gingen an Bord von Schiffen wie der Mooltan und machten sich auf den Weg in ein neues Leben. Tilbury war auch Einwanderungshafen für Angehörige vieler Nationen, unter anderen für eine große Gruppe von den British West Indies auf der Empire Windrush im Jahre 1948. Die Landungsbrücke wurde vom Hafen Tilbury als Landungsbrücke für Kreuzfahrtschiffe wiedereröffnet, wenn auch ohne Eisenbahnanschluss.

## Leute
Nahe dem Hafenmeisterbüro an der Neuen Schleuse steht ein Denkmal für Peter de Neumann, ein britischer Kriegsheld und späterer Hafenmeister, der am 16. September 1972 durch einen Unfall starb. Rolf Harris besuchte den Hafen in einer Episode der Fernsehserie Rolf on Art, als er William Turners bekanntes Gemälde The Fighting Temeraire neu schuf bzw. restaurierte.

## Die Tilbury Docks im Film
Der Hafen war auch Drehort verschiedener Filme:
- Die Hafenbecken stellten die Venezianischen Kanäle in der Bootsjagdszene in Indiana Jones und der letzte Kreuzzug dar[4]
- Szenen aus Batman Begins wurden dort gedreht[5]
- ebenso wie eine Szene aus dem Jude-Law-Film Alfie von 2004[6]
- Die Hafenbecken wurden auch 1975 als Set für John Waynes Schmugglerjagd in Brannigan – Ein Mann aus Stahl genutzt.[7]